# Carl Grimberg

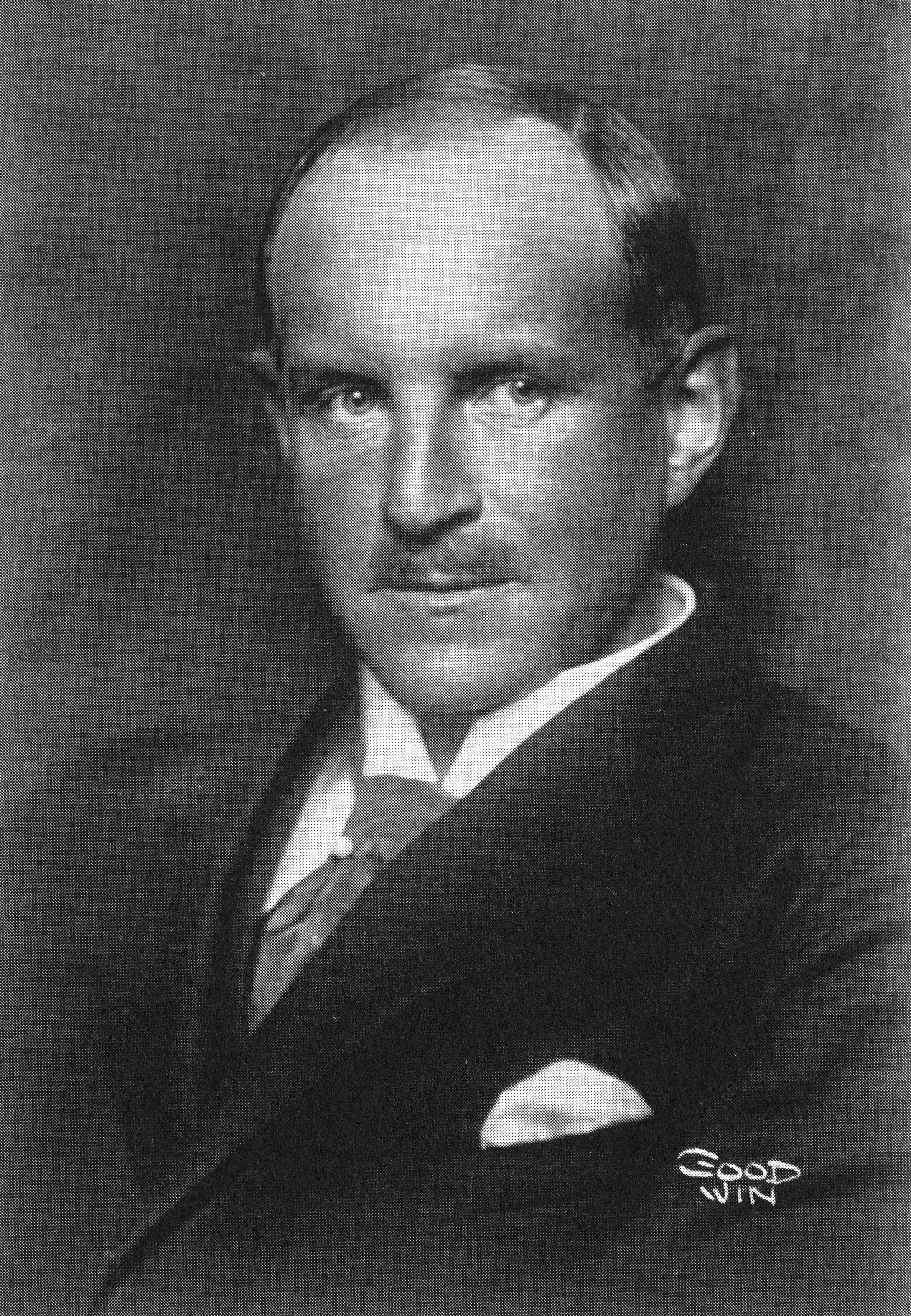
Carl Grimberg, Fotografie von Henry B. Goodwin

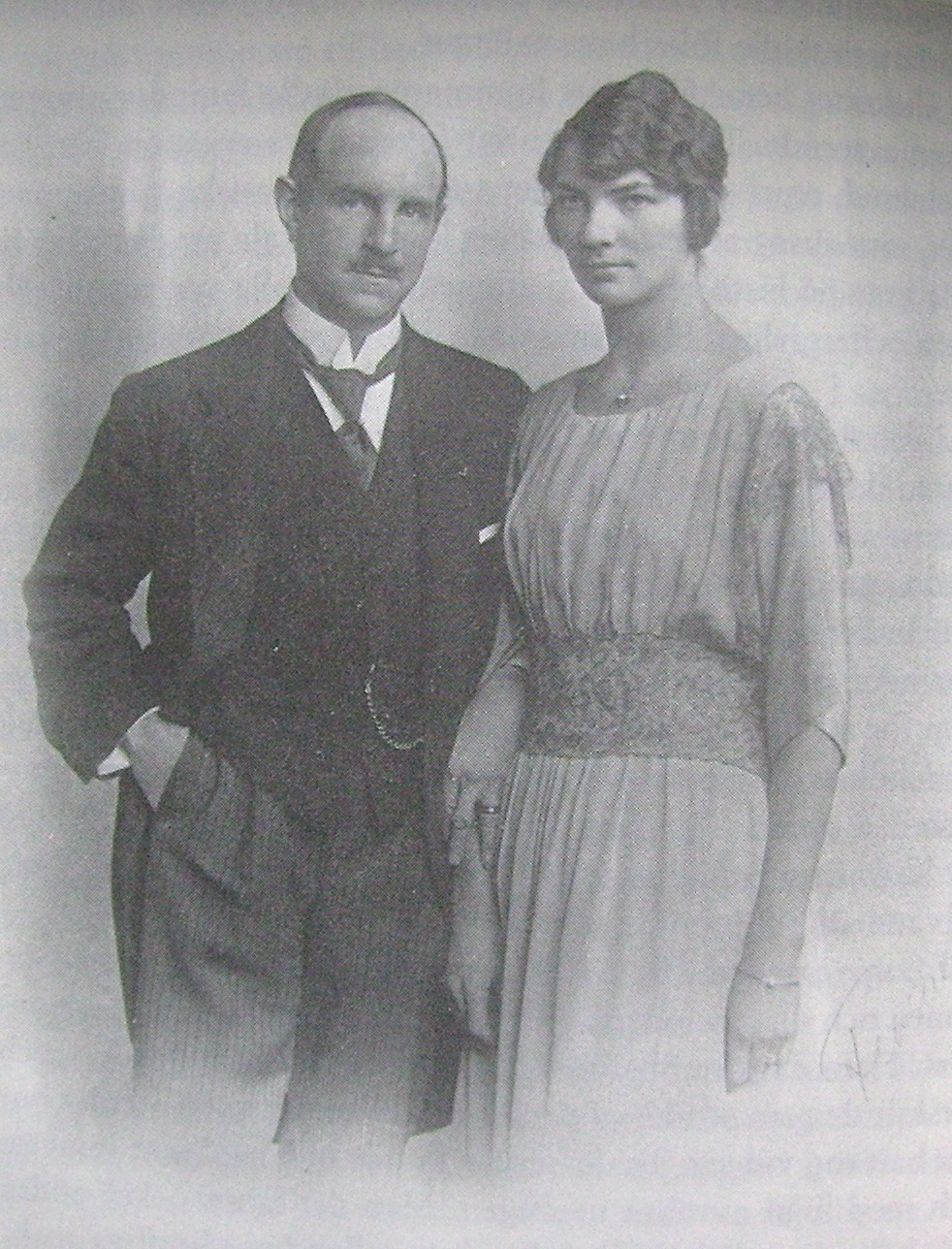
Carl Grimberg und Eva Sparre, Verlobung 1918.

Carl Gustaf Grimberg (* 22. September 1875 in Göteborg; † 11. Juni 1941 in Djursholm) war ein schwedischer Historiker und Autor einer populären Buchreihe zur schwedischen Geschichte.

## Leben
Carl Grimberg war der Sohn des Lehrers Joel Grimberg und seiner Frau Charlotta, geborene Andersson.
Grimberg wurde 1896 Kandidat der Philosophie an der Hochschule Göteborg, im Jahr 1902 Lizenziat und 1903 Doktor der Philosophie. Seine Dissertation trug den Titel De diplomatiska förbindelserna mellan Sverige och Preussen 1804–1808 (Die diplomatischen Beziehungen zwischen Schweden und Preußen 1804–1808). Von 1897 bis 1901 war er parallel als Lehrer an verschiedenen Schulen in Göteborg tätig; nach seiner Promotion unterrichtete er an Schulen in Stockholm und Lundberg. Seit 1908 beendete er seine Schullaufbahn und wurde Dozent für Geschichte an der Hochschule Göteborg, Lektor an der Universität Uppsala 1907–08 und von 1908 bis 1918 Leiter der Literaturabteilung im Verlag P.A. Norstedt & Söhne.

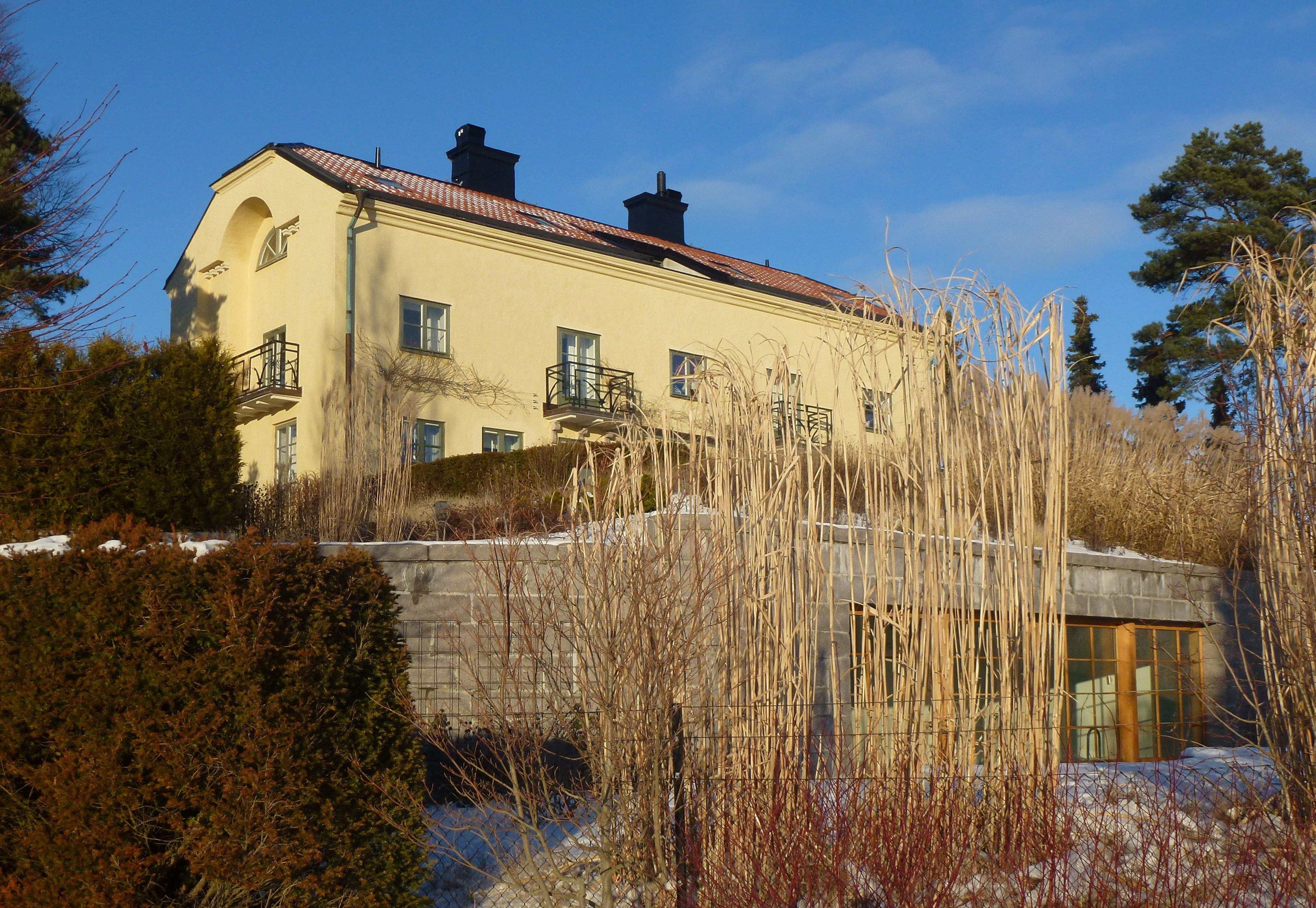
Villa Grimberg.

1919 heiratete Grimberg die Verlags-Buchbinderin Eva Sparre (1895–1982), Tochter von Ulf Carl Sparre und Lily, geborene Sjöcrona. Die Familie gehörte zum schwedischen Hochadel. In den Jahren 1925 bis 1927 ließen sie in Djursholm von dem Architekten Carl-Otto Hallström die „Villa Grimberg“ errichten.
Grimberg verfasste eine Reihe von Schulbüchern, bekannt wurde er jedoch vor allem für sein umfangreiches Werk zur Geschichte Schwedens, Svenska folkets underbara öden (Die wunderbaren Schicksale des schwedischen Volkes), das 1913 bis 1924 in neun Bänden und zwei Ergänzungsbänden (1932 bis 1939) erschien. Das kulturhistorisch ausgerichtetes Werk hatte einen „erzählenden Stil“ und war von nationalem Pathos und konservativer Weltanschauung geprägt und erschien aufgrund seiner Popularität in zahlreichen Auflagen.
Ab 1926 begann Grimberg mit der Arbeit an einer Weltgeschichte (Världshistoria) in 14 Teilen, von denen er zu seinen Lebzeiten nur noch sechs Teile vollenden konnte. Die Bände 7 bis 10 übernahm Ragnar Svanström.
Grimberg starb 1941. Im Jahrbuch des Svenska Dagbladet dieses Jahres wurde er als Pionier und „einer unserer wichtigsten Volksschriftsteller“ bezeichnet. Er wurde auf dem Friedhof in Djursholm begraben.

## Auszeichnungen
- 1920: Letterstedtska-Preis der Königlich Schwedischen Akademie der Wissenschaften für Übersetzungen (Letterstedtska priset för översättningar) für Svenska folkets underbara öden[3]

## Werke (Auswahl)
- Svenska folkets underbara öden. Norstedt, Stockholm 1913–1924.
  - deutsch: Die wunderbaren Schicksale des schwedischen Volkes. Übersetzung: Alexis Freiherr von Engelhardt
- mit Emil Hildebrand: Ur källorna till Sveriges historia. 2 Bände, 1911–1912.
- mit Hugo Uddgren: Svenska krigarbragder. 1914.
- Ur den svenska industriens äldre historia. (Ältere Geschichte der schwedischen Industrie, 1925)
- Sveriges historia i sammanhang med Danmarks och Norges för realskolan. Stockholm 1905–1909.
- Världshistoria: folkens liv och kultur. Norstedt, Stockholm 1926–1958.
  - deutsch: Weltgeschichte: Leben und Kultur der Völker. Übertragen von Gustav Morgenstern. Für Deutschland bearbeitet von Fritz Eberhardt